# جایزه کوپا
جایزه کوپا (به انگلیسی: Kopa Trophy) جایزه‌ای است که با انتخاب برنده‌های قبلی توپ طلا به بهترین بازیکن زیر ۲۱ سال جهان توسط فرانس فوتبال داده می‌شود. این جایزه به خاطر ریموند کوپا، فوتبالیست سابق تیم ملی فوتبال فرانسه و برنده توپ طلای ۱۹۵۸، به این اسم، نامگذاری شده‌است.

## برندگان

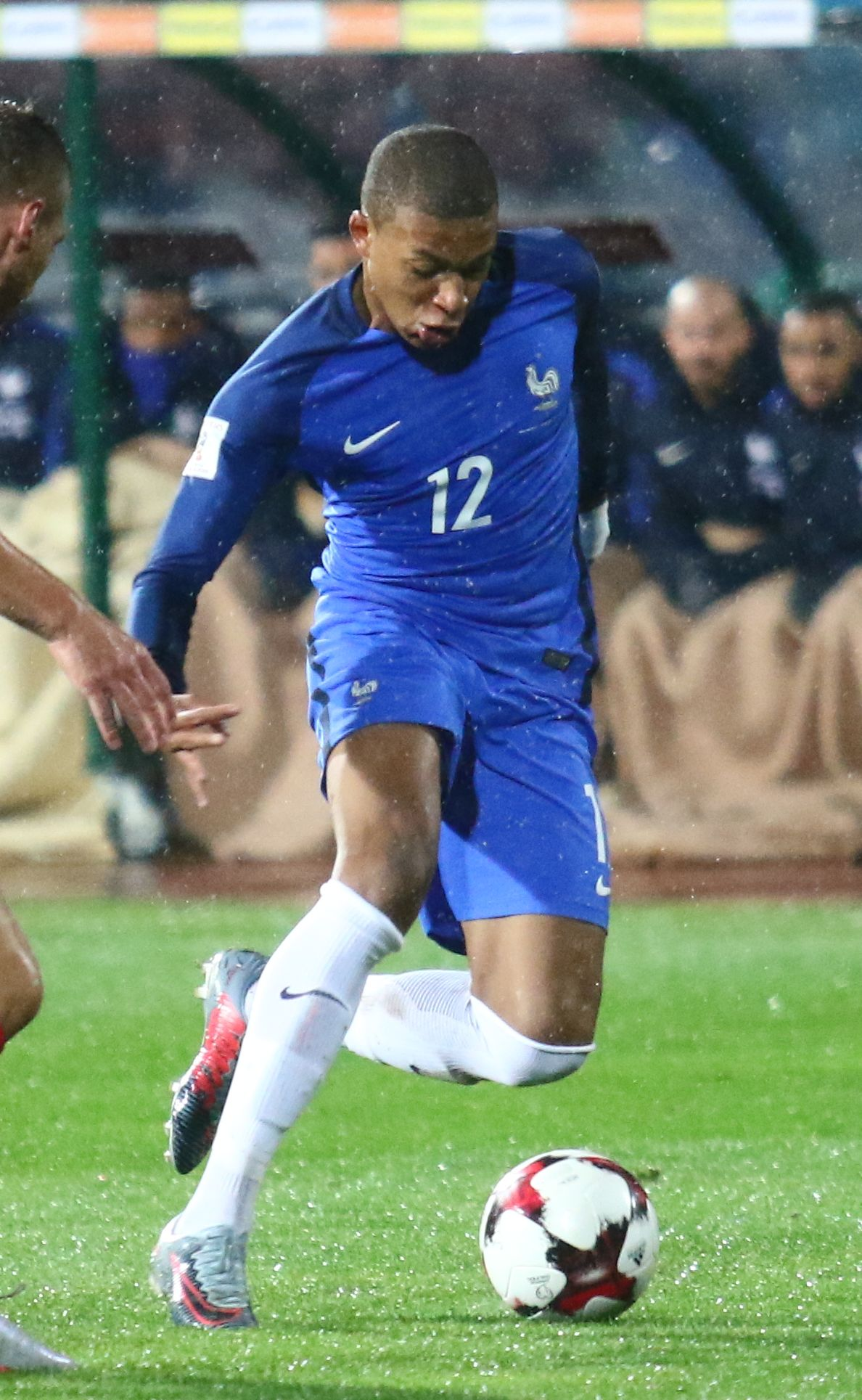
کیلیان امباپه، نخستین برنده جایزه کوپا

| سال  | رتبه                             | بازیکن                           | باشگاه                           | امتیاز                           |
| ---- | -------------------------------- | -------------------------------- | -------------------------------- | -------------------------------- |
| ۲۰۱۸ | اول                              | کیلیان امباپه                    | پاری سن ژرمن                     | ۱۱۰                              |
| ۲۰۱۸ | دوم                              | کریستین پولیسیک                  | بروسیا دورتموند                  | ۳۱                               |
| ۲۰۱۸ | سوم                              | جاستین کلایورت                   | آژاکس                            | ۱۸                               |
| ۲۰۱۸ | سوم                              | جاستین کلایورت                   | آ.اس. رم                         | ۱۸                               |
| ۲۰۱۹ | اول                              | ماتیس دی لیخت                    | آژاکس                            | ۵۸                               |
| ۲۰۱۹ | اول                              | ماتیس دی لیخت                    | یوونتوس                          | ۵۸                               |
| ۲۰۱۹ | دوم                              | جیدن سانچو                       | بروسیا دورتموند                  | ۴۹                               |
| ۲۰۱۹ | سوم                              | ژوآو فلیکس                       | بنفیکا                           | ۴۱                               |
| ۲۰۱۹ | سوم                              | ژوآو فلیکس                       | اتلتیکو مادرید                   | ۴۱                               |
| ۲۰۲۰ | به دلیل شیوع ویروس کرونا لغو شد. | به دلیل شیوع ویروس کرونا لغو شد. | به دلیل شیوع ویروس کرونا لغو شد. | به دلیل شیوع ویروس کرونا لغو شد. |
| ۲۰۲۱ | اول                              | پدری                             | بارسلونا                         | ۸۹                               |
| ۲۰۲۱ | دوم                              | جود بلینگام                      | بروسیا دورتموند                  | ۳۹                               |
| ۲۰۲۱ | سوم                              | جمال موسیالا                     | بایرن مونیخ                      | ۳۸                               |
| ۲۰۲۲ | اول                              | گاوی                             | بارسلونا                         | ۵۹                               |
| ۲۰۲۲ | دوم                              | ادواردو کاماوینگا                | رن                               | ۵۱                               |
| ۲۰۲۲ | دوم                              | ادواردو کاماوینگا                | رئال مادرید                      | ۵۱                               |
| ۲۰۲۲ | سوم                              | جمال موسیالا                     | بایرن مونیخ                      | ۴۷                               |
| ۲۰۲۳ | اول                              | جود بلینگام                      | بورسیا دورتموند                  | ۹۰                               |
| ۲۰۲۳ | اول                              | جود بلینگام                      | رئال مادرید                      | ۹۰                               |
| ۲۰۲۳ | دوم                              | جمال موسیالا                     | بایرن مونیخ                      | ۴۲                               |
| ۲۰۲۳ | سوم                              | پدری                             | بارسلونا                         | ۳۳                               |
| ۲۰۲۴ | اول                              | لامینه یامال                     | بارسلونا                         |                                  |
| ۲۰۲۴ | دوم                              | آردا گولر                        | رئال مادرید                      |                                  |
| ۲۰۲۴ | سوم                              | کوبی مینو                        | منچستر یونایتد                   |                                  |

### بیشترین برندگان جایزه کوپا
| بازیکن            | اول      | دوم      | سوم            |
| ----------------- | -------- | -------- | -------------- |
| جود بلینگام       | ۱ (۲۰۲۳) | ۱ (۲۰۲۱) | –              |
| پدری              | ۱ (۲۰۲۱) | –        | ۱ (۲۰۲۳)       |
| کیلین امباپه      | ۱ (۲۰۱۸) | –        | –              |
| ماتیس دی لیخت     | ۱ (۲۰۱۹) | –        | –              |
| گاوی              | ۱ (۲۰۲۲) | –        | –              |
| لامینه یامال      | ۱ (۲۰۲۴) | –        | –              |
| جمال موسیالا      | –        | ۱ (۲۰۲۳) | ۲ (۲۰۲۱، ۲۰۲۲) |
| کریستین پولیسیک   | –        | ۱ (۲۰۱۸) | –              |
| جیدن سانچو        | –        | ۱ (۲۰۱۹) | –              |
| ادواردو کاماوینگا | –        | ۱ (۲۰۲۲) | –              |
| آردا گولر         | –        | ۱ (۲۰۲۴) | –              |
| جاستین کلایورت    | –        | –        | ۱ (۲۰۱۸)       |
| ژوآو فلیکس        | –        | –        | ۱ (۲۰۱۹)       |
| کوبی مینو         | –        | –        | ۱ (۲۰۲۴)       |

### برنده بر اساس کشور
| کشور     | بازیکن‌ها | برنده‌ها |
| -------- | -------- | ------- |
| اسپانیا  | ۳        | ۳       |
| فرانسه   | ۱        | ۱       |
| هلند     | ۱        | ۱       |
| انگلستان | ۱        | ۱       |

### برنده بر اساس باشگاه
| باشگاه       | بازیکن‌ها | برنده‌ها |
| ------------ | -------- | ------- |
| بارسلونا     | ۳        | ۳       |
| پاری سن ژرمن | ۱        | ۱       |
| یوونتوس      | ۱        | ۱       |
| رئال مادرید  | ۱        | ۱       |